# Ptolemeu (general)
Ptolemeu (en grec antic Πτολεμαῖος) era un general de l'exèrcit de Filip V de Macedònia. Es va destacar en diverses ocasions i va ascendir als principals llocs de comandament.
Va entrar a la conspiració d'Apel·les contra el rei, juntament amb Leontios i Megalees, i descobert, va ser executat immediatament l'any 218 aC.